# Dithizon
Dithizon ist ein zweizähniger Chelatkomplexbildner, der als sensitives Reagenz in der (Spuren-)Analytik von Schwermetallen eingesetzt wird.
Dithizon wurde 1878 von Emil Fischer synthetisiert und 1925 von Hellmuth Fischer als Schwermetallionen-Reagenz eingeführt.

## Darstellung
Dithizon bildet sich durch Reaktion von Phenylhydrazin mit Schwefelkohlenstoff. Das als Zwischenprodukt entstehende Diphenylthiocarbazid dehydriert beim Erhitzen in einer methanolischen Kaliumhydroxid-Lösung zum Dithizon.

## Eigenschaften
Dithizon bildet mit vielen Schwermetallionen stabile Komplexe, die in Wasser unlöslich sind, sich aber in Tetrachlorkohlenstoff lösen. Die Lösungen dieser Dithizonate besitzen eine charakteristische Färbung:
| Metallion X        | Farbe   | Strukturformel                       |
| ------------------ | ------- | ------------------------------------ |
| Fe, Mn, Cu, Co, Ni | violett | Strukturformel des Metalldithizonats |
| Bi, Sn, Cd, Zn, Pb | rot     | Strukturformel des Metalldithizonats |
| Ag, Hg             | gelb    | Strukturformel des Metalldithizonats |

Sie lassen sich auf Grund dieser Färbung und der festen Stöchiometrie auf colorimetrischen oder fotometrischen Wege qualitativ und quantitativ bestimmen.
Basierend auf der verschiedenen Löslichkeiten von Metallionen und Metallion-Komplexen wird Dithizon in der extraktiven Titration eingesetzt. Bei dieser wird die wässrige Lösung des Analyten mit einer Dithizon-Maßlösung in Chloroform titriert.
Dithizion ist temporär diabetogen, da dieses Zink komplexiert, welches für die Funktion des Insulins erforderlich ist.

## Verwendung
Die Dithizonat-Bildung dient als sehr empfindliches Verfahren zur spurenanalytischen Bestimmung verschiedener Schwermetallionen. Die Nachweisgrenze für Blei liegt bei 4·10−8 g bei einer Grenzkonzentration von 1:1 250 000. Die für Zink liegt unter Anwendung einer extraktiven Anreicherung bei einer Verdünnung von 1:50 000 000, d. h. 1 µg in 50 ml Wasser.
Einzelne Nachweise erreichen Nachweisgrenzen von 10 bis 100 ppm.

## Bilder

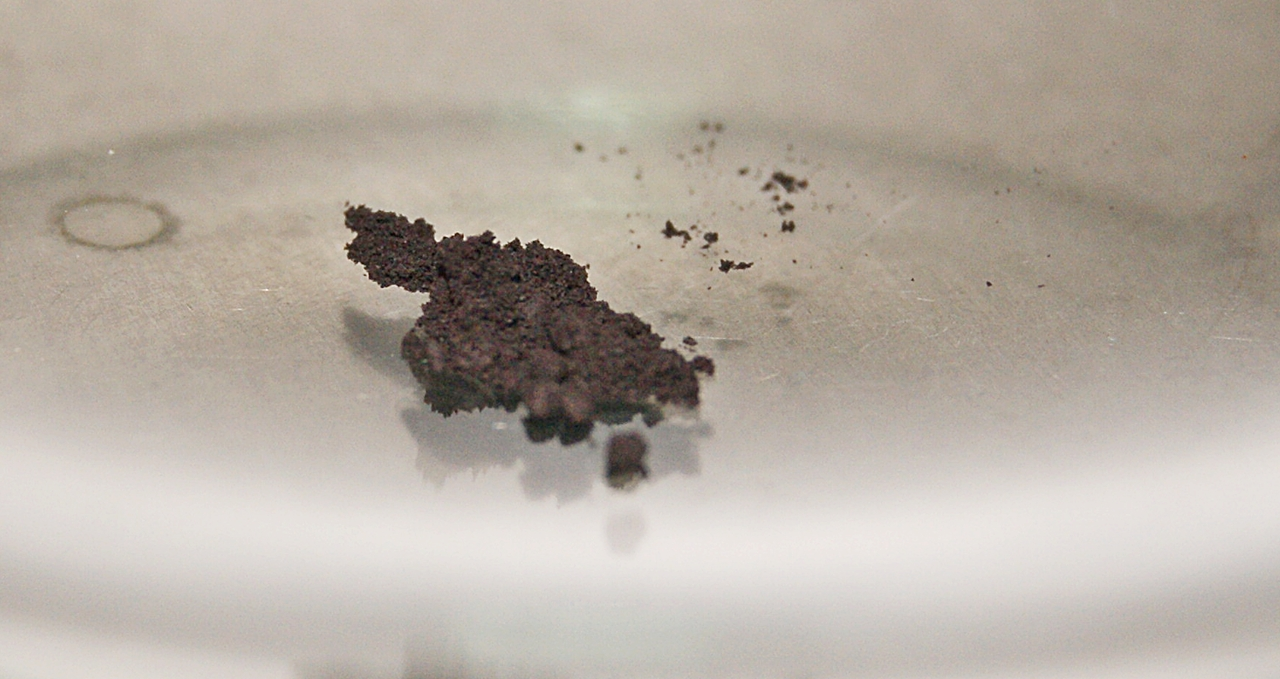
Dithizon, Reinsubstanz
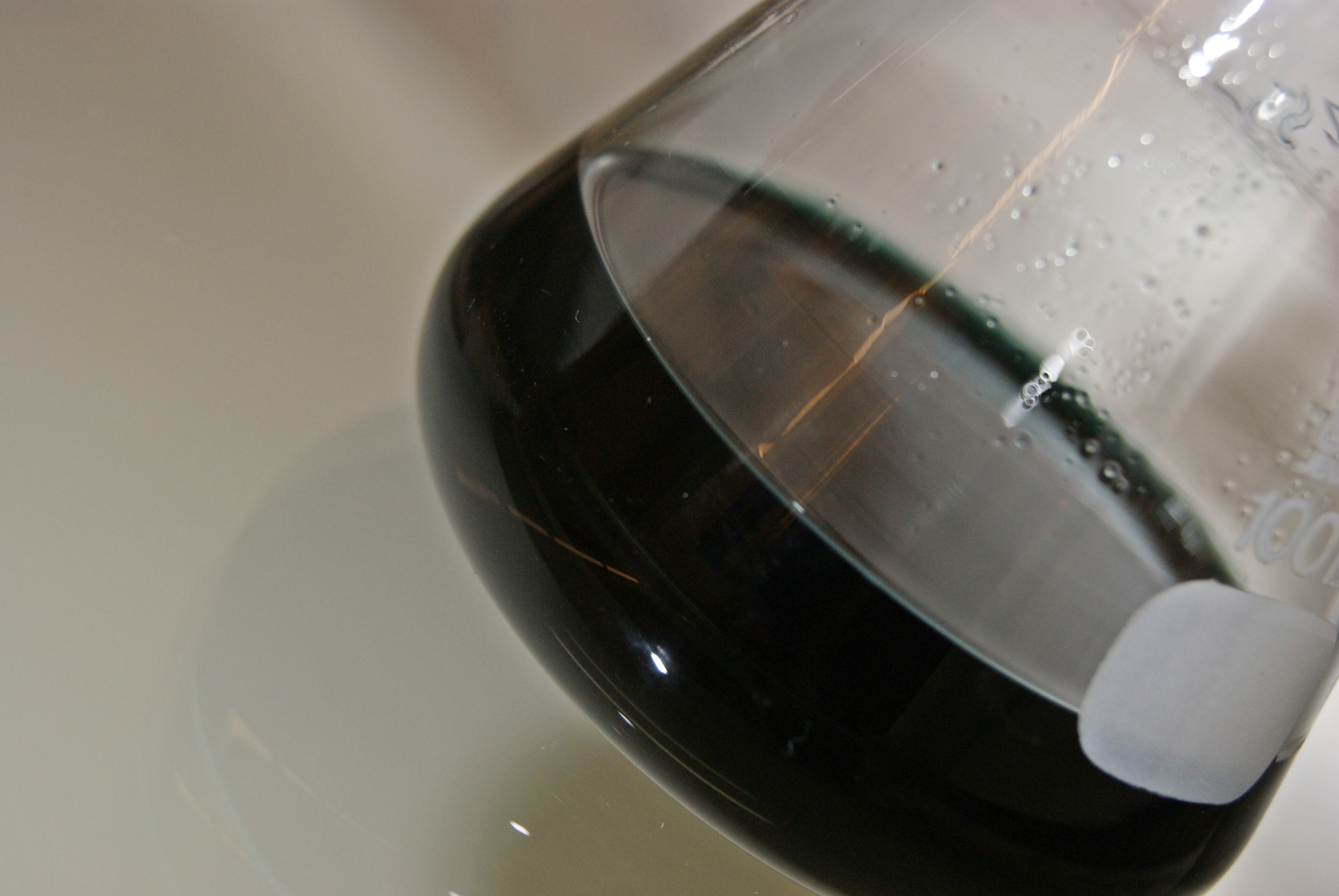
Dithizon, 0,025%ige Lösung / Suspension in Ethanol 96 %
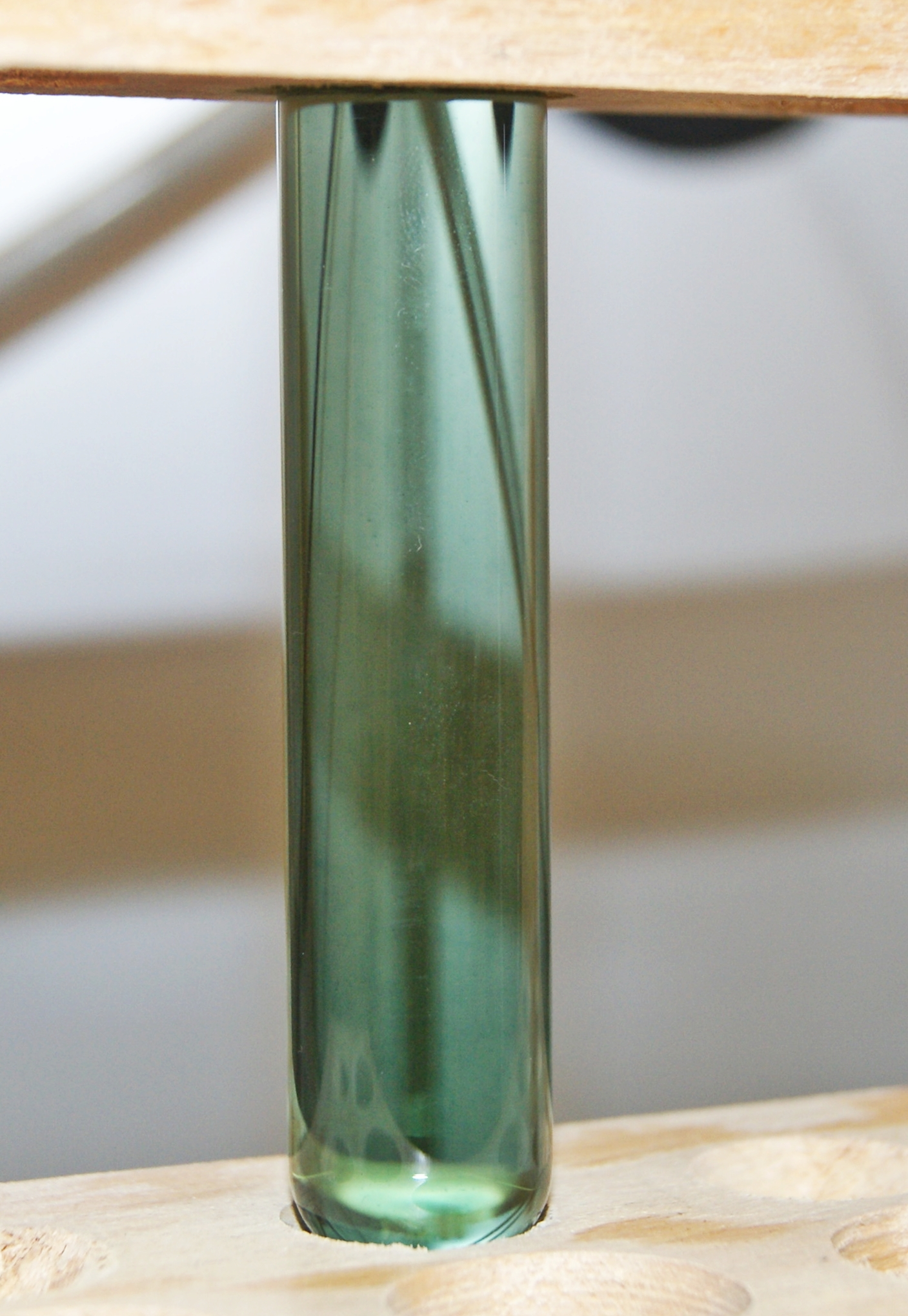
Dithizon in Ethanol 96 %, stark verdünnt